# Maxut Shadayev

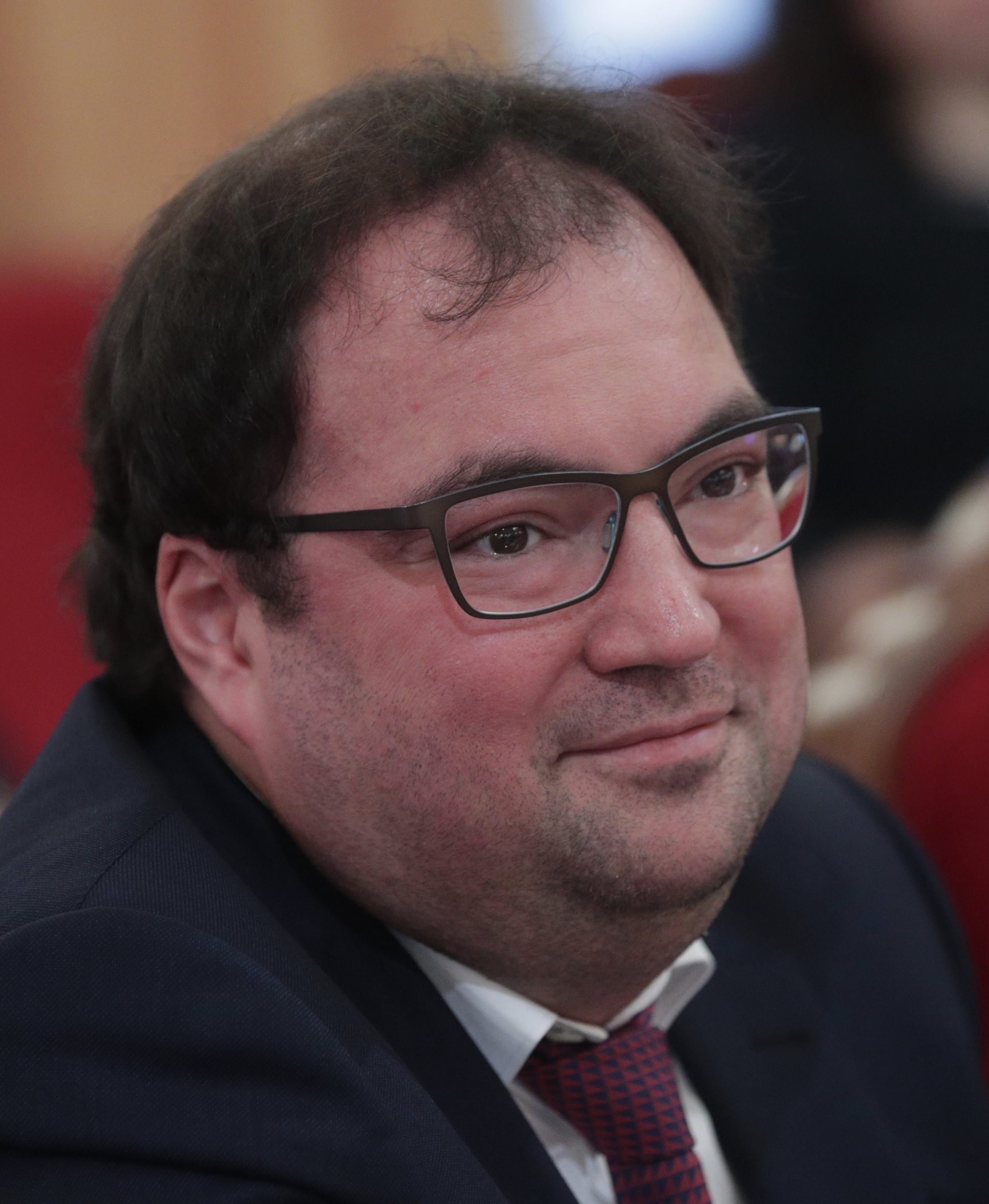
Maxut Shadayev em 2020.

Maxut Igorevich Shadayev (em russo:  Максут Игоревич Шадаев; nascido em 11 de novembro de 1979) é Ministro do Desenvolvimento Digital, Comunicações e Mídia de Massas da Federação Russa desde 21 de janeiro de 2020.